# Anne Marden
Anne R. Marden, później Grainger (ur. 12 czerwca 1958 w Bostonie) – amerykańska wioślarka, dwukrotna medalistka igrzysk olimpijskich i mistrzostw świata.

## Kariera
Wystąpiła na igrzyskach olimpijskich w Los Angeles w 1984, gdzie osada USA w składzie: Lisa Rohde, Anne Marden, Joan Lind, Ginny Gilder i Kelly Rickon zdobyła srebrny medal, plasując się o 1,46 sekundy za osadą Rumunii i o 0,45 sekundy przed osadą Danii. Na rozgrywanych cztery lata później igrzyskach olimpijskich w Seulu startowała w jedynkach. Dotarła do finału A, w którym zajęła drugie miejsce, 3,09 sekundy za Juttą Behrendt z NRD i 3,37 sekundy przed Magdaleną Georgiewą z Bułgarii. Brała też udział w igrzyskach olimpijskich w Barcelonie w 1992, gdzie w tej samej konkurencji była czwarta. Walkę o podium przegrała tam z Kanadyjką Silken Laumann o 0,99 sekundy.
W jedynkach zdobyła także brąz na mistrzostwach świata w Hazewinkel (1985), gdzie wyprzedziły ją tylko Cornelia Linse z NRD i Rumunka Valeria Răcilă. Ponadto wspólnie z Barbarą Kirch zajęła trzecie miejsce w dwójkach podwójnych na mistrzostwach świata w Kopenhadze (1987).
W 1983 zdobyła złoty medal w dwójkach podwójnych na igrzyskach panamerykańskich w Caracas.
Kształciła się na Uniwersytecie Princeton i INSEAD w Fontainebleau.